# Amphoe Watthana Nakhon
Amphoe Watthana Nakhon (Thai: อำเภอ วัฒนานคร) ist ein Landkreis (Amphoe – Verwaltungs-Distrikt) in der Provinz Sa Kaeo. Die Provinz Sa Kaeo liegt in der Ostregion von Thailand an der Grenze zu Kambodscha, wird aber verwaltungstechnisch zu Zentralthailand gezählt. 

## Geographie
Benachbarte Bezirke (von Osten im Uhrzeigersinn): die Amphoe  Ta Phraya, Khok Sung, Aranyaprathet, Khlong Hat, Wang Nam Yen, Khao Chakan, Mueang Sa Kaeo der Provinz Sa Kaeo, die Amphoe Khon Buri und Soeng Sang der Provinz Nakhon Ratchasima und Amphoe Non Din Daeng der Provinz Buriram.

## Geschichte
Watthana Nakhon ist eine alte Stadt. 
Vor 1917 wurde Watthana, wie es ursprünglich hieß, zu einem „Zweigkreis“ (King Amphoe) von Amphoe Aranyaprathet eingerichtet, bevor es am 6. Juni 1956 zum Amphoe Watthana Nakhon heraufgestuft wurde.

## Ausbildung
Im Amphoe Watthana Nakhon befindet sich der Nebencampus Sa Kaeo der Burapha-Universität.

## Verwaltung

### Provinzverwaltung
Der Landkreis Watthana Nakhon ist in elf Tambon („Unterbezirke“ oder „Gemeinden“) eingeteilt, die sich weiter in 115 Muban („Dörfer“) unterteilen.
| Nr. | Name             | Thai          | Muban | Einw.  |
| --- | ---------------- | ------------- | ----- | ------ |
| 01. | Watthana Nakhon  | วัฒนานคร       | 14    | 13.393 |
| 02. | Tha Kwian        | ท่าเกวียน       | 14    | 10.440 |
| 03. | Phak Kha         | ผักขะ          | 13    | 05.343 |
| 04. | Non Mak Kheng    | โนนหมากเค็ง    | 09    | 05.394 |
| 05. | Nong Nam Sai     | หนองน้ำใส      | 10    | 06.763 |
| 06. | Chong Kum        | ช่องกุ่ม         | 09    | 05.881 |
| 07. | Nong Waeng       | หนองแวง       | 07    | 03.770 |
| 08. | Sae-o            | แซร์ออ         | 14    | 10.837 |
| 09. | Nong Mak Fai     | หนองหมากฝ้าย   | 08    | 06.036 |
| 10. | Nong Takhian Bon | หนองตะเคียนบอน | 10    | 06.529 |
| 11. | Huai Chot        | ห้วยโจด        | 07    | 06.224 |

### Lokalverwaltung
Es gibt eine Kommune mit „Kleinstadt“-Status (Thesaban Tambon) im Landkreis:
- Watthana Nakhon (Thai: เทศบาลตำบลวัฒนานคร) bestehend aus Teilen des Tambon Watthana Nakhon.

Außerdem gibt es elf „Tambon-Verwaltungsorganisationen“ (องค์การบริหารส่วนตำบล – Tambon Administrative Organizations, TAO)
- Watthana Nakhon (Thai: องค์การบริหารส่วนตำบลวัฒนานคร) bestehend aus Teilen des Tambon Watthana Nakhon.
- Tha Kwian (Thai: องค์การบริหารส่วนตำบลท่าเกวียน) bestehend aus dem kompletten Tambon Tha Kwian.
- Phak Kha (Thai: องค์การบริหารส่วนตำบลผักขะ) bestehend aus dem kompletten Tambon Phak Kha.
- Non Mak Kheng (Thai: องค์การบริหารส่วนตำบลโนนหมากเค็ง) bestehend aus dem kompletten Tambon Non Mak Kheng.
- Nong Nam Sai (Thai: องค์การบริหารส่วนตำบลหนองน้ำใส) bestehend aus dem kompletten Tambon Nong Nam Sai.
- Chong Kum (Thai: องค์การบริหารส่วนตำบลช่องกุ่ม) bestehend aus dem kompletten Tambon Chong Kum.
- Nong Waeng (Thai: องค์การบริหารส่วนตำบลหนองแวง) bestehend aus dem kompletten Tambon Nong Waeng.
- Sae-o (Thai: องค์การบริหารส่วนตำบลแซร์ออ) bestehend aus dem kompletten Tambon Sae-o.
- Nong Mak Fai (Thai: องค์การบริหารส่วนตำบลหนองหมากฝ้าย) bestehend aus dem kompletten Tambon Nong Mak Fai.
- Nong Takhian Bon (Thai: องค์การบริหารส่วนตำบลหนองตะเคียนบอน) bestehend aus dem kompletten Tambon Nong Takhian Bon.
- Huai Chot (Thai: องค์การบริหารส่วนตำบลห้วยโจด) bestehend aus dem kompletten Tambon Huai Chot.